# بيل هورن
بيل هورن هو سياسي كندي، ولد في 28 مارس 1948. نشط حزبياً في الحزب الليبرالي في نوفا سكوشا ‏. وقد انتخب عضو مجلس نواب نوفا سكوشا.